# Marie Walcamp
Marie Walcamp (27 de julho de 1894 – 17 de novembro de 1936) foi uma atriz de cinema estadunidense da era do cinema mudo.

## Biografia
Nascida em Dennison, Ohio, Walcamp dirigiu-se para a costa leste em busca de trabalho no ramo teatral, após ter terminado sua educação formal. Depois de ter conseguido vários papéis em Nova Iorque, ela finalmente conseguiu um papel em The Werewolf, da Bison Motion Pictures e Universal Film Manufacturing Company, em 1913, aos 19 anos de idade. Walcamp não atuou mais até Coral, em 1915. 
O ano de 1916 seria o mais movimentado de sua carreira no cinema, pois atuou em quatro produções, incluindo um papel em Liberty, A Daughter of the USA (1916), um seriado da Universal Pictures em 20 capítulos, ao lado de Eddie Polo. Liberty, a Daughter of the USA foi o primeiro seriado realizado no gênero puramente Western, apesar de vários elementos de western terem sido incluídos em séries anteriores, tais como The Perils of Pauline (1914). Marie Walcamp alcançou popularidade, e atuou em vários filmes e seriados da época. Em 1918, no seriado The Lion's Claw, durante a filmagem, a atriz foi atacado por um dos leões usados na cena, o que lhe deu uma cicatriz profunda para o resto de sua vida. Em 1919, interpretou “Tempest Cody” em nove episódios de “Westerns” da Universal Pictures.
Em meados da década de 1920, Walcamp apareceu em apenas cinco personagens. Casada com o ator Harland Tucker, com quem viveu até sua morte, e semi-aposentada desde o início dos anos 1920, deixou o cinema completamente em 1927. Apesar de toda a sua filmografia, tornou-se mais conhecida pelo papel de 'Mrs. William Carlo' em “Where Are My Children?”, ao lado de Tyrone Power Senior, em 1916, e “The Blot”, em 1921. Seu último filme foi In a Moment of Temptation, em 1927. Ela atuou em 107 filmes entre 1913 e 1927.
Em 17 de novembro de 1936, aos 42 anos de idade, Walcamp cometeu suicídio com uma overdose de analgésicos. Ela foi cremada e sua cinzas foram entregues à família e amigos.

## Filmografia seleta
- The Werewolf (1913)

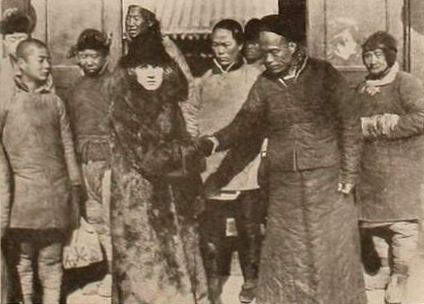
Walcamp em cena do seriado The Dragon's Net, de 1920.

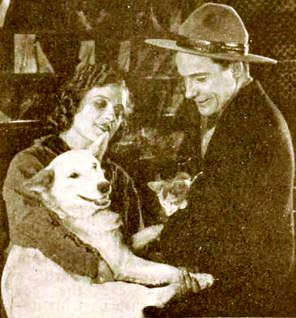
Cena do seriado The Red Glove (1919) com Marie Walcamp e Patrick H. O'Malley, Jr

- Liberty, A Daughter of the USA (1916) (seriado)
- Where Are My Children? (1916)
- The Red Ace (1917) (seriado)
- Patria (1917)
- The Lion's Claw (1918) (seriado)
- The Red Glove (1919) (seriado)
- The Dragon's Net (1920) (seriado)
- The Blot (1921)
- In a Moment of Temptation (1927)